# Балювиця
Ба́лювиця (болг. Балювица) — село в Монтанській області Болгарії. Входить до складу общини Берковиця.

## Населення
За даними перепису населення 2011 року у селі проживали 58 осіб, з них 57 осіб (98,3%) — болгари.
Розподіл населення за віком у 2011 році:
Динаміка населення: